# Lake Park (Carolina del Nord)
Lake Park è un villaggio degli Stati Uniti d'America, situato in Carolina del Nord, nella contea di Union.